# Pertusaria albopunctata
Pertusaria albopunctata är en lavart som beskrevs av A. W. Archner & Elix. Pertusaria albopunctata ingår i släktet Pertusaria och familjen Pertusariaceae.   Inga underarter finns listade i Catalogue of Life.